# صاباحدین ازترک
صاباحدین اوزتورک (به ترکی استانبولی: Sebahattin Öztürk؛ ۱ ژوئیه ۱۹۶۲) سیاستمدار اهل ترکیه و وزیر کشور سابق این کشور است.

## سرگذشت
وی در اول ژوئیه سال ۱۹۶۲ در چایکارای ترابزون به عنوان پسر ساریه و عبدالله ازترک به دنیا آمد. وی در سال ۱۹۸۶ از دانشگاه استانبول، دانشکده علوم سیاسی، گروه مدیریت عمومی فارغ‌التحصیل شد. وی امتحان فرمانداری منطقه را در سال ۱۹۸۷ گذراند و در ۱۹ ژوئن ۱۹۸۷ به عنوان کاندیدای والی منطقه وارد این حرفه شد. وی زبان‌های خارجی را در برایتون، انگلیس تحصیل کرد. در سال ۱۹۹۰، وی دوره موفقیت والیات ولسوالی را با موفقیت گذراند و به عنوان فرماندار ناحیه منصوب شد. وی ۱۹ سال است که در این حرفه مشغول به کار است و در حالی که به عنوان والی ناحیه عثمان‌غازی کار می‌کرد، با حکم فرمانداران مورخ ۳۰ نوامبر ۲۰۰۷ به عنوان فرماندار نیغده شد. وی با حکم شماره ۲۰۰۹/۱۵۴۷۹ شورای وزیران منتشر شده در روزنامه رسمی مورخ ۴ اکتبر ۲۰۰۹ به عنوان فرماندار ارزروم منصوب شد. وی آنتالیا با انتشار تصمیم شورای وزیران به شماره شماره ۲۰۱۳/۴۶۹۹ مبنی بر انتصاب فرمانداران در روزنامه رسمی مورخ ۹ مه ۲۰۱۳ به عنوان فرماندار آنتالیا منصوب شد. وی با حکم مشترک شماره ۶۷۸۰ مورخ ۱۵ سپتامبر ۲۰۱۴ به معاون وزیر امور داخله منصوب شد. از تاریخ ۷ مارس ۲۰۱۵، وی به جای Efkan Ilâ به وزارت کشور منصوب شد. ازتورک که تا ۲۹ اوت ۲۰۱۵ وزیر کشور بود، بین ۲۳ اکتبر ۲۰۱۵ تا ۱۸ دسامبر ۲۰۱۵ به عنوان معاون وزیر کشور فعالیت داشت. بین ۱۸ دسامبر ۲۰۱۵ و ۲۰ ژوئن ۲۰۱۷، وی به عنوان معاون وزیر امور داخله فعالیت داشت. ازترک متأهل است و دو فرزند دارد.